# キーラン・ブルックス
キーラン・ブルックス（Kieran Brookes、1990年8月29日 - ）は、トップ14USAペルピニャンに所属するラグビーユニオン選手。

## プロフィール
- イングランド・ストーク＝オン＝トレント出身。
- ポジションはプロップ(PR)。
- 身長 188cm、体重 129kg
- U20イングランド代表に選ばれたことがある[1]。
- イングランド代表キャップは16（2020年5月現在）でラグビーワールドカップ2015のイングランド代表に選ばれた[2]。

## 略歴
ニューカッスル・ファルコンズ、レスター・タイガース、ドンカスター・ナイツ、ニューカッスル・ファルコンズ、ノーサンプトン・セインツを経て、2018年、ワスプスに加入。 
2021年、RCトゥーロンに加入。 
2024年、USAペルピニャンに加入。 